# 생태소양
생태소양이란 지구상의 생물을 가능하게 하는 자연 시스템을 이해하는 능력을 말한다. 생태적으로 소양이 있다고 함은 생태 군집(예를 들면 생태계)의 조직 원리를 이해하고 지속가능한 인간 사회를 창조하기 위해서 이런 원리를 이용하는 것을 의미한다(Orr, 1992; Capra, 1995). 이 용어는 미국 교육학자인 David W. Orr과 물리학자인 Fritjof Capra에 의해서 1990년대에 만들어졌다. 그래서 지구의 웰빙(well-being of the earth)이라는 교육에 새로운 가치를 불어넣었다(Sterling, 2003). 생태적으로 소양이 있는 사회는 지속가능한 사회로서 사회가 의존하고 있는 자연환경을 파괴하지 않는다. 생태소양은 환경문제에 대한 통합적 접근에 대한 기초를 제공할 때 가장 큰 의미를 갖는다(Sterling, 2003). 생태소양은 전체주의(holism), 시스템적 사고, 지속가능성, 복잡성에서 나오는 새로운 교육 패러다임으로서의 가치가 있다. 생태소양은 생태계 조직의 원리를 이해하는 것과 지속가능한 인간 사회를 건설하는 방법을 이해하는데 생태계 조직의 원리를 적용하는데 관심이 있다(Capra, 1997). 자연에 대한 깊은 인식에 대하여 배움의 과정을 증진하는데 필요한 요소와 인간의 역할을 합치는데 시스템과 생태학을 결합한다. 시스템 사고는 세계를 개체적 요소의 결합이라기 보다는 통합된 전체로서 인식하는 것이다. 시스템 사고에서 조직의 기본 원리는 분리된 시스템의 다양한 구성원을 분석하는 것보다 훨씬 더 중요하다. 생태소양과 시스템 사고는 모든 현상이 요소가 기능하는 방법을 정의하는 네트워크의 부분이라는 방식에 대한 이해이다. 시스템 사고는 모든 수준에서 생태시스템, 사회시스템, 기타 시스템의 복잡한 상호의존을 이해하는데 필요하다(Wikipedia, 2012). Fritjof Capra에 따르면, 다가오는 수십년 내에, 인간의 생존은 우리의 생태소양 - 생태학의 기본원리를 이해하고 이에 따라서 사는 능력- 에 달려있다고 말한다. 이것은 생태소양이 정치가, 사업 리더, 모든 분야의 전문가를 위한 필수적인 기술임이 분명하고 초중등을 거쳐 대학교, 평생교육, 전문가 훈련에 이르기까지 모든 수준에서 교육의 가장 중요한 부분이 되어야만 한다는 것을 의미한다(Capra, 2008). David W. Orr는 생태교육의 목표는 “생태계의 무질서는 마음의 사전 무질서를 반영한다. 그리고 마음을 증진하는 기관의 중심 관심사로 만드는 인식위에서 세워진다. 달리 말하면 생태적 위기는 교육의 위기인 모든 방식에 있다...... 모든 교육은 환경에 대한 교육이다...... 포함되거나 혹은 배제되는 것에 의해서 우리는 젊은이들에게 우리가 자연계의 부분이거나 떨어져 있다는 것을 가르친다.”고 말했다(김기대 등). 그는 또한 생태소양은 주제적 문제를 통달하는 것이 필요하고 머리, 손, 마음사이의 의미있는 연결을 만들어내는 것도 필요로 한다는 것을 강조했다(Stone and Barlow, 2005). 다른 사람들은 오늘날 생태소양의 긴박한 중요성을 반복해 왔다. 오늘날 젊은이들은 기후변화, 자원 고갈, 환경과 연관된 병을 포함해서 치솟고 있는 환경적 도전에 직면해 있다. “이 세대는 생태적으로 생각하고, 인간과 자연 시스템의 상호연결성을 이해하며 행동하는 의지, 능력, 용기를 가질수 있는 리더와 시민을 필요로 할 것이다.”(Stone, 2009). 생태소양의 이해를 가지고 인식들이 자연적으로 변하게 된다. 생태계를 보호하려는 필요는 단순히 환경주의자들에 의한 신념이 아니다. 이것은 시간에 따라 생존을 위한 생물학적인 필요물이다. 이런 가치는 지속가능한 사회에서 사고와 행동에 우선순위를 매기는 기본 원리가 될 것이다.

## 참고 문헌
- David W. Orr. 1992. Ecological literacy: Education and the transition to a postmodern world, SUNY Press.
- Fritjof Capra. 1995. The web of life, Harper Collins.
- Capra. 1997:89.
- Fritjof Capra. 2008. The new facts of life, https://web.archive.org/web/20090814051039/http://www.ecoliteracy.org/publications/fritjof_capra_facts.html.
- Stephen Sterling. 2003. Whole systems thinking as a basis for paradigm change in education, Ph D paper, University of Bath.
- Michael K. Stone/Center for Ecoliteracy, 2009. Smart by nature: Schooling for sustainability, Watershed Media.
- Michael K. Stone and Zenobia Barlow. 2005. Ecological literacy: Educating our children for a sustainable world, Sierra Club Books.
- 김기대,이효진,이성희 역. 2013. 생태소양. 교육과학사 (David W. Orr. 1992. Ecological literacy: Education and the transition to a postmodern world, SUNY Press).